# Granzin
Granzin este o comună din landul Mecklenburg-Pomerania Inferioară, Germania.